# КК Црвена звезда сезона 2012/13.
Сезона 2012/13. КК Црвена звезда обухвата све резултате и остале информације везане за наступ Црвене звезде у сезони 2012/13. и то у следећим такмичењима: Еврокуп, Јадранска лига, Суперлига Србије и Куп Радивоја Кораћа. У овој сезони Црвена звезда је сакупила 43 победе и 21 пораз.

## Тим
| Број   | Број   | Позиција      | Име                  | Националност              | Напомене                                                 |
| ------ | ------ | ------------- | -------------------- | ------------------------- | -------------------------------------------------------- |
| 4      | 4      | плејмејкер    | Дејан Ђокић          | Србија                    |                                                          |
| 5      | 5      | плејмејкер    | Александар Цветковић | Србија                    |                                                          |
| 7      | 7      | крилни центар | Бојан Суботић        | Србија                    |                                                          |
| 8      | 8      | бек           | Игор Ракочевић       | Србија                    | Капитен.                                                 |
| 9      | 9      | крилни центар | Лука Митровић        | Србија                    |                                                          |
| 10     | 10     | бек           | Бранко Лазић         | Србија                    |                                                          |
| 12     | 12     | крило         | Марко Симоновић      | Србија                    |                                                          |
| 13     | 13     | центар        | Милан Миловановић    | Србија                    |                                                          |
| 14     | 14     | крилни центар | Борис Савовић        | Србија                    |                                                          |
| 15     | 15     | центар        | Рашко Катић          | Србија                    |                                                          |
| 16     | 16     | бек           | Иван Смиљанић        | Србија                    |                                                          |
| 17     | 17     | центар        | Предраг Самарџиски   | Северна Македонија        | Доведен 25. јануара 2013.                                |
| 18     | 18     | бек           | Вук Радивојевић      | Србија                    |                                                          |
| 20     | 20     | бек           | Морис Алмонд         | Сједињене Америчке Државе | Отпуштен 21. октобра 2012.                               |
| 21, 20 | 21, 20 | плејмејкер    | Демаркус Нелсон      | Сједињене Америчке Државе |                                                          |
| 21     | 21     | крило         | Мајкл Скот           | Сједињене Америчке Државе | Крајем октобра 2012. дошао као замена за Мориса Алмонда. |
| Тренер | Тренер | Тренер        | Миливоје Лазић       | Србија                    | Почео сезону, али је смењен већ после прве две утакмице. |
| Тренер | Тренер | Тренер        | Влада Вукоичић       | Србија                    | Предводио екипу од 4. октобра 2012. до 15. априла 2013.  |
| Тренер | Тренер | Тренер        | Дејан Радоњић        | Црна Гора                 | Преузео екипу 15. априла 2013.                           |

### План позиција
| Поз. | Прва петорка    | Прве замене          | Друге замене      | Резерве |
| ---- | --------------- | -------------------- | ----------------- | ------- |
| Ц    | Рашко Катић     | Предраг Самарџиски   | Милан Миловановић |         |
| КЦ   | Борис Савовић   | Бојан Суботић        | Лука Митровић     |         |
| К    | Марко Симоновић | Мајкл Скот           | Иван Смиљанић     |         |
| Б    | Игор Ракочевић  | Вук Радивојевић      | Бранко Лазић      |         |
| П    | Демаркус Нелсон | Александар Цветковић | Дејан Ђокић       |         |

## Промене у саставу
| - Елтон Браун (из Трабзонспор) - Игор Ракочевић (из Монтепаски Сијена) - Лука Митровић (из Хемофарм) - Марко Симоновић (из АЛБА Берлин) - Милан Миловановић (из ФМП) - Борис Савовић (из Галатасарај) - Рашко Катић (из Партизан) - Иван Смиљанић (из Раднички ФМП) - Предраг Самарџиски (из Лијетувос Ритас) - Морис Алмонд (из Вашингтон визардси) - Демаркус Нелсон (из Шоле) - Мајкл Скот (из Спиру Шарлроа) - Дејан Ђокић (из ФМП) | - Немања Недовић (у Лијетувос Ритас) - Омар Томас (у Краснаја Крила) - Сава Лешић (у Химик) - Урош Николић (у МЗТ Скопље) - Петар Поповић (у Артланд дрегонс) - Никола Марковић (у Раднички ФМП) - Бојан Поповић (слободан играч) - Миле Илић (слободан играч) - Никола Васић (слободан играч) - Бојан Радетић (слободан играч) - Андреја Милутиновић (слободан играч) - Филип Човић (слободан играч) - Морис Алмонд (у Ајова енерџи) - Елтон Браун (слободан играч) |

## Јадранска лига

### Табела
|    | Тим                   | Игр. | Поб. | Изг. | П+   | П-   | П+/- | Бод |
| -- | --------------------- | ---- | ---- | ---- | ---- | ---- | ---- | --- |
| 1  | Игокеа                | 26   | 20   | 6    | 2013 | 1857 | +156 | 46  |
| 2  | Црвена звезда Телеком | 26   | 18   | 8    | 2097 | 1889 | +208 | 44  |
| 3  | Раднички              | 26   | 17   | 9    | 2102 | 1978 | +124 | 43  |
| 4  | Партизан mt:s         | 26   | 16   | 10   | 1905 | 1832 | +73  | 42  |
| 5  | Будућност ВОЛИ        | 26   | 16   | 10   | 1864 | 1774 | +90  | 42  |
| 6  | Цедевита              | 26   | 15   | 11   | 1935 | 1907 | +28  | 41  |
| 7  | МЗТ Скопље            | 26   | 14   | 12   | 1933 | 1931 | +2   | 40  |
| 8  | Унион Олимпија        | 26   | 13   | 13   | 1984 | 1976 | +8   | 39  |
| 9  | Крка                  | 26   | 9    | 17   | 1779 | 1906 | -127 | 35  |
| 10 | Широки WWin           | 26   | 9    | 17   | 1940 | 1996 | -56  | 35  |
| 11 | Цибона                | 26   | 9    | 17   | 2013 | 2031 | -18  | 35  |
| 12 | Задар                 | 26   | 9    | 17   | 1928 | 2022 | -94  | 35  |
| 13 | Солнок Олај           | 26   | 9    | 17   | 1878 | 2085 | -207 | 35  |
| 14 | Сплит                 | 26   | 8    | 18   | 1808 | 1995 | -187 | 34  |

Легенда:

### Турнир четворице (Фајнал-фор)
Завршни турнир четворице у сезони 2012/13. је одржан од 25. до 27. априла 2013. у Спортској дворани Лакташи у Лакташима. На завршном турниру су учествовали Игокеа из Босне и Херцеговине, као и Црвена звезда Телеком и Раднички и Партизан mt:s из Србије.

#### Полуфинале
| 25. 4. 2013. 17:00 |                                                           | Црвена звезда Тел. | 79 : 78                           | Раднички | Спортска дворана Лакташи, Лакташи Гледаоци: 3.000 Судије: Илија Белошевић (СРБ), Срђан Дожаи (ХРВ), Синиша Херцег (ХРВ) |  |
| 25. 4. 2013. 17:00 | Четвртине: 20-27, 21-13, 21-20, 17-18                     |                    |                                   |          | Спортска дворана Лакташи, Лакташи Гледаоци: 3.000 Судије: Илија Белошевић (СРБ), Срђан Дожаи (ХРВ), Синиша Херцег (ХРВ) |  |
| 25. 4. 2013. 17:00 | Поени: Катић 22 Скокови: Савовић 11 Асистенције: Нелсон 6 |                    | Ћапин 25 Вајт 7 Крстовић, Ћапин 4 |          | Спортска дворана Лакташи, Лакташи Гледаоци: 3.000 Судије: Илија Белошевић (СРБ), Срђан Дожаи (ХРВ), Синиша Херцег (ХРВ) |  |

#### Финале
| 27. 4. 2013. 20:30 |                                                                                | Партизан mt:s | 71 : 63                               | Црвена звезда Тел. | Спортска дворана Лакташи, Лакташи Гледаоци: 3.000 Судије: Сашо Пукл (СЛО), Илија Белошевић (СРБ), Матеј Болтаузер (СЛО) |  |
| 27. 4. 2013. 20:30 | Четвртине: 14-18, 11-14, 25-13, 21-18                                          |               |                                       |                    | Спортска дворана Лакташи, Лакташи Гледаоци: 3.000 Судије: Сашо Пукл (СЛО), Илија Белошевић (СРБ), Матеј Болтаузер (СЛО) |  |
| 27. 4. 2013. 20:30 | Поени: Бертанс, Вестерман 15 Скокови: Гагић, Ловерњ 6 Асистенције: Вестерман 3 |               | Катић 19 Катић 12 Нелсон, Ракочевић 3 |                    | Спортска дворана Лакташи, Лакташи Гледаоци: 3.000 Судије: Сашо Пукл (СЛО), Илија Белошевић (СРБ), Матеј Болтаузер (СЛО) |  |

## Еврокуп

### Прва фаза „Топ 32“ - Група Х
Црвена звезда Телеком је на жребу 9. октобра 2012. из трећег шешира сврстана у групу Х.
|    | Екипа              | Игр. | Поб. | Изг. | П+  | П-  | П+/- | Тај-брек |
| -- | ------------------ | ---- | ---- | ---- | --- | --- | ---- | -------- |
| 1. | Црвена звезда ДИВА | 6    | 5    | 1    | 556 | 515 | +41  |          |
| 2. | Кахасол Севиља     | 6    | 3    | 3    | 483 | 471 | +12  |          |
| 5. | Орлеан Лоаре       | 6    | 2    | 4    | 465 | 478 | -13  | 2-0      |
| 6. | Динамо Сасари      | 6    | 2    | 4    | 516 | 556 | -40  | 0-2      |

| 7. 11. 2012. 19:15 Извештај |                                                        | Црв. звезда ДИВА | 93 : 73               | Орлеан Лоаре | Хала Пионир, Београд Гледаоци: 7 500 |  |
| 7. 11. 2012. 19:15 Извештај | Четвртине: 21-13, 22-24, 29-23, 21-13                  |                  |                       |              | Хала Пионир, Београд Гледаоци: 7 500 |  |
| 7. 11. 2012. 19:15 Извештај | Поени: Скот 22 Скокови: Савовић 9 Асистенције: Катић 6 |                  | Грин 17 Грин 7 Јанг 5 |              | Хала Пионир, Београд Гледаоци: 7 500 |  |

| 14. 11. 2012. 20:30 Извештај |                                                                           | Кахасол Севиља | 93 : 95                         | Црв. звезда ДИВА | Хала спортова Сан Пабло, Севиља Гледаоци: 2 500 |  |
| 14. 11. 2012. 20:30 Извештај | Четвртине: 20-17, 10-16, 15-26, 38-24, 10-12                              |                |                                 |                  | Хала спортова Сан Пабло, Севиља Гледаоци: 2 500 |  |
| 14. 11. 2012. 20:30 Извештај | Поени: Есбери 26 Скокови: Есбери, Дозијер 6 Асистенције: Есбери, Холанд 3 |                | Ракочевић 25 Суботић 8 Нелсон 5 |                  | Хала спортова Сан Пабло, Севиља Гледаоци: 2 500 |  |

| 21. 11. 2012. 19:15 Извештај |                                                                        | Црв. звезда ДИВА | 116 : 104                         | Динамо Сасари | Хала Пионир, Београд Гледаоци: 7 000 |  |
| 21. 11. 2012. 19:15 Извештај | Четвртине: 31-33, 26-21, 33-24, 26-26                                  |                  |                                   |               | Хала Пионир, Београд Гледаоци: 7 000 |  |
| 21. 11. 2012. 19:15 Извештај | Поени: Ракочевић 28 Скокови: Браун 7 Асистенције: Ракочевић, Суботић 7 |                  | Торнтон 33 Игњерски 6 Т. Динер 15 |               | Хала Пионир, Београд Гледаоци: 7 000 |  |

| 28. 11. 2012. 20:45 Извештај |                                                                          | Динамо Сасари | 94 : 97                    | Црв. звезда ДИВА | Спортска дворана Роберта Серадимињи, Сасари Гледаоци: 2 700 |  |
| 28. 11. 2012. 20:45 Извештај | Четвртине: 20-31, 23-22, 26-25, 25-19                                    |               |                            |                  | Спортска дворана Роберта Серадимињи, Сасари Гледаоци: 2 700 |  |
| 28. 11. 2012. 20:45 Извештај | Поени: Т. Динер 21 Скокови: Игњерски 7 Асистенције: Т. Динер, Д. Динер 7 |               | Нелсон 20 Браун 8 Нелсон 3 |                  | Спортска дворана Роберта Серадимињи, Сасари Гледаоци: 2 700 |  |

| 5. 12. 2012. 20:30 Извештај |                                                      | Орлеан Лоаре | 75 : 85                    | Црв. звезда ДИВА | Палата спортова Орлеан, Орлеан Гледаоци: 3 500 |  |
| 5. 12. 2012. 20:30 Извештај | Четвртине: 19-22, 24-15, 15-31, 17-17                |              |                            |                  | Палата спортова Орлеан, Орлеан Гледаоци: 3 500 |  |
| 5. 12. 2012. 20:30 Извештај | Поени: Јанг 25 Скокови: Козан 5 Асистенције: Пелин 7 |              | Суботић 24 Скот 9 Нелсон 5 |                  | Палата спортова Орлеан, Орлеан Гледаоци: 3 500 |  |

| 12. 12. 2012. 20:00 Извештај |                                                         | Црв. звезда ДИВА | 70 : 76                              | Кахасол Севиља | Хала Пионир, Београд Гледаоци: 5 500 |  |
| 12. 12. 2012. 20:00 Извештај | Четвртине: 12-25, 24-21, 16-15, 18-15                   |                  |                                      |                | Хала Пионир, Београд Гледаоци: 5 500 |  |
| 12. 12. 2012. 20:00 Извештај | Поени: Катић 12 Скокови: Савовић 8 Асистенције: Катић 5 |                  | Богдановић 16 Тригеро 7 Саторански 8 |                | Хала Пионир, Београд Гледаоци: 5 500 |  |

### Друга фаза „Топ 16“ - Група Л
|    | Екипа                    | Игр. | Поб. | Изг. | П+  | П-  | П+/- | Тај-брек |
| -- | ------------------------ | ---- | ---- | ---- | --- | --- | ---- | -------- |
| 1. | УНИКС Казањ              | 6    | 4    | 2    | 461 | 443 | +18  |          |
| 2. | Ратиофарм Улм            | 6    | 3    | 3    | 516 | 496 | +20  | 1-1 (+5) |
| 5. | Галатасарај Медикал парк | 6    | 3    | 3    | 459 | 459 | 0    | 1-1 (-5) |
| 6. | Црвена звезда Телеком    | 6    | 2    | 4    | 476 | 514 | -38  |          |

| 9. 1. 2013. 19:30 Извештај |                                                             | Ратиофарм Улм | 95 : 100                            | Црв. звезда Телеком | Арена Улм, Улм Гледаоци: 6 000 |  |
| 9. 1. 2013. 19:30 Извештај | Четвртине: 22-23, 17-25, 19-21, 37-31                       |               |                                     |                     | Арена Улм, Улм Гледаоци: 6 000 |  |
| 9. 1. 2013. 19:30 Извештај | Поени: Брајант 20 Скокови: Брајант 12 Асистенције: Гинтер 4 |               | Ракочевић 32 Браун 10 Радивојевић 7 |                     | Арена Улм, Улм Гледаоци: 6 000 |  |

| 16. 1. 2013. 19:30 Извештај |                                                                              | Црв. звезда Телеком | 74 : 91                     | Галатасарај Мед. парк | Хала Пионир, Београд Гледаоци: 8 000 |  |
| 16. 1. 2013. 19:30 Извештај | Четвртине: 18-22, 24-27, 18-22, 14-20                                        |                     |                             |                       | Хала Пионир, Београд Гледаоци: 8 000 |  |
| 16. 1. 2013. 19:30 Извештај | Поени: Ракочевић 16 Скокови: Савовић 9 Асистенције: Ракочевић, Радивојевић 3 |                     | Гордон 22 Н'Донг 7 Хокинс 5 |                       | Хала Пионир, Београд Гледаоци: 8 000 |  |

| 23. 1. 2013. 16:00 Извештај |                                                                     | УНИКС Казањ | 78 : 59                      | Црв. звезда Телеком | Баскет-хол арена, Казањ Гледаоци: 2 700 |  |
| 23. 1. 2013. 16:00 Извештај | Четвртине: 10-16, 26-19, 24-17, 18-7                                |             |                              |                     | Баскет-хол арена, Казањ Гледаоци: 2 700 |  |
| 23. 1. 2013. 16:00 Извештај | Поени: Четмен 20 Скокови: Веременко 6 Асистенције: Ејдсон, Четмен 5 |             | Браун 13 3 играча 5 Нелсон 5 |                     | Баскет-хол арена, Казањ Гледаоци: 2 700 |  |

| 30. 1. 2013. 19:30 Извештај |                                                                         | Црв. звезда Телеком | 81 : 73                                      | УНИКС Казањ | Хала Пионир, Београд Гледаоци: 7 000 |  |
| 30. 1. 2013. 19:30 Извештај | Четвртине: 20-26, 21-17, 22-7, 18-23                                    |                     |                                              |             | Хала Пионир, Београд Гледаоци: 7 000 |  |
| 30. 1. 2013. 19:30 Извештај | Поени: Ракочевић 21 Скокови: Савовић 8 Асистенције: Ракочевић, Нелсон 3 |                     | Четмен 18 Кајмакоглу, Вујукас 6 Кајмакоглу 5 |             | Хала Пионир, Београд Гледаоци: 7 000 |  |

| 13. 2. 2013. 19:30 Извештај |                                                                       | Црв. звезда Телеком | 78 : 92                               | Ратиофарм Улм | Хала Пионир, Београд Гледаоци: 7 000 |  |
| 13. 2. 2013. 19:30 Извештај | Четвртине: 19-22, 19-24, 18-21, 22-25                                 |                     |                                       |               | Хала Пионир, Београд Гледаоци: 7 000 |  |
| 13. 2. 2013. 19:30 Извештај | Поени: Ракочевић 24 Скокови: Радивојевић 7 Асистенције: Радивојевић 4 |                     | Реј 26 Естеркамп, Нанкивил 6 Гинтер 6 |               | Хала Пионир, Београд Гледаоци: 7 000 |  |

| 19. 2. 2013. 20:00 Извештај |                                                                        | Галатасарај Мед. парк | 85 : 84                             | Црв. звезда Телеком | Абди Ипекчи арена, Истанбул Гледаоци: 1 100 |  |
| 19. 2. 2013. 20:00 Извештај | Четвртине: 27-20, 22-22, 16-25, 20-17                                  |                       |                                     |                     | Абди Ипекчи арена, Истанбул Гледаоци: 1 100 |  |
| 19. 2. 2013. 20:00 Извештај | Поени: Маркоишв., Арслан 17 Скокови: Алдемир 11 Асистенције: Коркмаз 4 |                       | Савовић 20 Савовић 13 Радивојевић 8 |                     | Абди Ипекчи арена, Истанбул Гледаоци: 1 100 |  |

## Суперлига Србије

### Табела
|   | Тим                   | Игр. | Поб. | Изг. | П+   | П-   | П+/- | Бод |
| - | --------------------- | ---- | ---- | ---- | ---- | ---- | ---- | --- |
| 1 | Партизан mt:s         | 14   | 12   | 2    | 1195 | 935  | +260 | 26  |
| 2 | Црвена звезда Телеком | 14   | 11   | 3    | 1143 | 1015 | +128 | 25  |
| 3 | Мега Визура           | 14   | 9    | 5    | 1142 | 1104 | +38  | 23  |
| 4 | Војводина Србијагас   | 14   | 8    | 6    | 1113 | 1074 | +39  | 22  |
| 5 | Раднички Крагујевац   | 14   | 7    | 7    | 1112 | 1064 | +48  | 21  |
| 6 | Металац               | 14   | 4    | 10   | 1064 | 1112 | -48  | 18  |
| 7 | Слобода               | 14   | 4    | 10   | 938  | 1223 | -285 | 18  |
| 8 | Константин            | 14   | 1    | 13   | 923  | 1103 | -180 | 15  |

Легенда:

### Плеј-оф

#### Полуфинале
| 29. 5. 2013. 21:00 |                                                               | Црвена звезда Телеком | 78 : 61                                   | Мега Визура | Хала Пионир, Београд Гледаоци: 7.000 Судије: Саша Маричић, Марко Јурас, Урош Обркнежевић |  |
| 29. 5. 2013. 21:00 | Четвртине: 21-14, 17-23, 19-16, 21-8                          |                       |                                           |             | Хала Пионир, Београд Гледаоци: 7.000 Судије: Саша Маричић, Марко Јурас, Урош Обркнежевић |  |
| 29. 5. 2013. 21:00 | Поени: Симоновић 18 Скокови: Савовић 18 Асистенције: Нелсон 9 |                       | Величковић 14 Марјановић, Мицић 5 Мицић 5 |             | Хала Пионир, Београд Гледаоци: 7.000 Судије: Саша Маричић, Марко Јурас, Урош Обркнежевић |  |

| 31. 5. 2013. 21:00 |                                                                  | Мега Визура | 73 : 71                          | Црвена звезда Телеком | Хала спортова СЦ Крушевац, Крушевац Гледаоци: 2.500 Судије: Илија Белошевић, Урош Николић, Александар Глишић |  |
| 31. 5. 2013. 21:00 | Четвртине: 17-16, 13-13, 19-18, 24-24                            |             |                                  |                       | Хала спортова СЦ Крушевац, Крушевац Гледаоци: 2.500 Судије: Илија Белошевић, Урош Николић, Александар Глишић |  |
| 31. 5. 2013. 21:00 | Поени: Марјановић 16 Скокови: Марјановић 15 Асистенције: Мицић 7 |             | Симоновић 20 4 играча 6 Нелсон 3 |                       | Хала спортова СЦ Крушевац, Крушевац Гледаоци: 2.500 Судије: Илија Белошевић, Урош Николић, Александар Глишић |  |

| 2. 6. 2013. 21:00 |                                                            | Црвена звезда Телеком | 77 : 68                             | Мега Визура | Хала Пионир, Београд Гледаоци: 7.000 Судије: Драган Нешковић, Владимир Јевтовић, Немања Нинковић |  |
| 2. 6. 2013. 21:00 | Четвртине: 20-24, 16-19, 17-11, 24-14                      |                       |                                     |             | Хала Пионир, Београд Гледаоци: 7.000 Судије: Драган Нешковић, Владимир Јевтовић, Немања Нинковић |  |
| 2. 6. 2013. 21:00 | Поени: Нелсон 20 Скокови: Савовић 10 Асистенције: Нелсон 6 |                       | Марјановић 21 Марјановић 10 Мицић 4 |             | Хала Пионир, Београд Гледаоци: 7.000 Судије: Драган Нешковић, Владимир Јевтовић, Немања Нинковић |  |

#### Финале
| 5. 6. 2013. 19:00 |                                                                           | Партизан mt:s | 82 : 54                          | Црвена звезда Телеком | Хала Пионир, Београд Гледаоци: 5.500 Судије: Драган Нешковић, Саша Маричић, Урош Николић |  |
| 5. 6. 2013. 19:00 | Четвртине: 23-16, 20-12, 17-20, 22-6                                      |               |                                  |                       | Хала Пионир, Београд Гледаоци: 5.500 Судије: Драган Нешковић, Саша Маричић, Урош Николић |  |
| 5. 6. 2013. 19:00 | Поени: Милосављевић 28 Скокови: Ловерњ 8 Асистенције: Вестерман, Гордић 3 |               | Катић 19 Катић, Нелсон 5 Лазић 2 |                       | Хала Пионир, Београд Гледаоци: 5.500 Судије: Драган Нешковић, Саша Маричић, Урош Николић |  |

| 7. 6. 2013. 19:00 |                                                                      | Црвена звезда Телеком | 69 : 71                             | Партизан mt:s | Хала Пионир, Београд Гледаоци: 5.500 Судије: Илија Белошевић, Миливоје Јовчић, Урош Обркнежевић |  |
| 7. 6. 2013. 19:00 | Четвртине: 22-16, 21-17, 11-19, 15-19                                |                       |                                     |               | Хала Пионир, Београд Гледаоци: 5.500 Судије: Илија Белошевић, Миливоје Јовчић, Урош Обркнежевић |  |
| 7. 6. 2013. 19:00 | Поени: Катић, Симоновић 17 Скокови: Савовић 10 Асистенције: Нелсон 8 |                       | Бертанс 13 Бертанс 6 Милосављевић 4 |               | Хала Пионир, Београд Гледаоци: 5.500 Судије: Илија Белошевић, Миливоје Јовчић, Урош Обркнежевић |  |

| 10. 6. 2013. 19:00 |                                                        | Партизан mt:s | 74 : 81                                  | Црвена звезда Телеком | Хала Пионир, Београд Гледаоци: 6.000 Судије: Милија Војиновић, Марко Јурас, Владимир Јевтовић |  |
| 10. 6. 2013. 19:00 | Четвртине: 24-20, 15-19, 22-21, 13-21                  |               |                                          |                       | Хала Пионир, Београд Гледаоци: 6.000 Судије: Милија Војиновић, Марко Јурас, Владимир Јевтовић |  |
| 10. 6. 2013. 19:00 | Поени: Лучић 26 Скокови: Ловерњ 7 Асистенције: Мусли 3 |               | Ракочевић 18 Скот 9 Катић, Радивојевић 3 |                       | Хала Пионир, Београд Гледаоци: 6.000 Судије: Милија Војиновић, Марко Јурас, Владимир Јевтовић |  |

| 12. 6. 2013. 21:00 |                                                             | Црвена звезда Телеком | 52 : 68                             | Партизан mt:s | Хала Пионир, Београд Гледаоци: 6.500 Судије: Илија Белошевић, Саша Маричић, Урош Николић |  |
| 12. 6. 2013. 21:00 | Четвртине: 11-15, 10-19, 12-16, 19-18                       |                       |                                     |               | Хала Пионир, Београд Гледаоци: 6.500 Судије: Илија Белошевић, Саша Маричић, Урош Николић |  |
| 12. 6. 2013. 21:00 | Поени: Нелсон 12 Скокови: Скот 5 Асистенције: Радивојевић 4 |                       | Богдановић 17 Ловерњ 11 Вестерман 4 |               | Хала Пионир, Београд Гледаоци: 6.500 Судије: Илија Белошевић, Саша Маричић, Урош Николић |  |

## Куп Радивоја Кораћа

### Четвртфинале
| 8. 2. 2013. 21:00 |                                                                 | Црвена звезда Телеком | 97 : 72                          | Војводина Србијагас | Спортска хала Језеро, Крагујевац Гледаоци: 2.000 Судије: Бранислав Мрдак, Иван Стефановић, Урош Николић |  |
| 8. 2. 2013. 21:00 | Четвртине: 27-20, 24-22, 24-18, 22-12                           |                       |                                  |                     | Спортска хала Језеро, Крагујевац Гледаоци: 2.000 Судије: Бранислав Мрдак, Иван Стефановић, Урош Николић |  |
| 8. 2. 2013. 21:00 | Поени: Нелсон 19 Скокови: Савовић 10 Асистенције: Радивојевић 6 |                       | Марковић 22 Зековић 8 3 играча 3 |                     | Спортска хала Језеро, Крагујевац Гледаоци: 2.000 Судије: Бранислав Мрдак, Иван Стефановић, Урош Николић |  |

### Полуфинале
| 9. 2. 2013. 21:00 |                                                              | Раднички Крагујевац | 64 : 90                                    | Црвена звезда Телеком | Спортска хала Језеро, Крагујевац Гледаоци: 4.000 Судије: Илија Белошевић, Миливоје Јовчић, Саша Маричић |  |
| 9. 2. 2013. 21:00 | Четвртине: 17-25, 12-19, 25-23, 10-23                        |                     |                                            |                       | Спортска хала Језеро, Крагујевац Гледаоци: 4.000 Судије: Илија Белошевић, Миливоје Јовчић, Саша Маричић |  |
| 9. 2. 2013. 21:00 | Поени: Вајт 21 Скокови: Вајт 9 Асистенције: Вајт, Крстовић 2 |                     | Ракочевић 21 Савовић, Скот 7 Радивојевић 8 |                       | Спортска хала Језеро, Крагујевац Гледаоци: 4.000 Судије: Илија Белошевић, Миливоје Јовчић, Саша Маричић |  |

### Финале
| 10/11. 2. 2013. 21:00 / 19:00 |                                                            | Партизан mt:s | 69 : 78                                          | Црвена звезда Телеком | Спортска хала Језеро, Крагујевац Гледаоци: 4.000 Судије: Илија Белошевић, Милија Војиновић, Саша Маричић |  |
| 10/11. 2. 2013. 21:00 / 19:00 | Четвртине: 22-25, 16-16, 11-8, 20-29                       |               |                                                  |                       | Спортска хала Језеро, Крагујевац Гледаоци: 4.000 Судије: Илија Белошевић, Милија Војиновић, Саша Маричић |  |
| 10/11. 2. 2013. 21:00 / 19:00 | Поени: Лучић 17 Скокови: Мусли 14 Асистенције: Вестерман 5 |               | Ракочевић, Скот 20 Савовић 10 Катић, Ракочевић 4 |                       | Спортска хала Језеро, Крагујевац Гледаоци: 4.000 Судије: Илија Белошевић, Милија Војиновић, Саша Маричић |  |

## Резултати по месецима

### Септембар
| Датум | Место | Посета | Такмичење      | Противник | Резултат | МВП                     | Највише поена         | Највише скокова | Највише асистенција |
| ----- | ----- | ------ | -------------- | --------- | -------- | ----------------------- | --------------------- | --------------- | ------------------- |
| 29.9. | Сплит | 2 000  | Јадранска лига | Сплит     | 81:87    | Ракочевић, Савовић (12) | Ракочевић, Човић (10) | Катић (4)       | Катић (2)           |

### Октобар
| Датум  | Место                 | Посета | Такмичење      | Противник           | Резултат | МВП            | Највише поена         | Највише скокова | Највише асистенција |
| ------ | --------------------- | ------ | -------------- | ------------------- | -------- | -------------- | --------------------- | --------------- | ------------------- |
| 2.10.  | Задар                 | 5 000  | Јадранска лига | Задар               | 81:98    | Алмонд (18)    | Ракочевић (20)        | Алмонд (8)      | Нелсон (5)          |
| 7.10.  | Београд (Хала Пионир) | 5 500  | Јадранска лига | Унион Олимпија      | 87:76    | Савовић (35)   | Браун (24)            | Савовић (15)    | Нелсон (7)          |
| 14.10. | Загреб                | 1 200  | Јадранска лига | Цедевита            | 66:68    | Ракочевић (14) | Ракочевић (18)        | Савовић (6)     | 4 играча (2)        |
| 19.10. | Београд (Хала Пионир) | 5 000  | Јадранска лига | Игокеа              | 75:76    | Ракочевић (24) | Ракочевић (20)        | Савовић (10)    | Ракочевић (5)       |
| 27.10. | Скопље                | 3 500  | Јадранска лига | МЗТ Скопље Аеродром | 75:60    | Нелсон (17)    | Катић, Ракочевић (16) | Катић (10)      | Нелсон (4)          |

### Новембар
| Датум  | Место                 | Посета | Такмичење      | Противник      | Резултат | МВП                | Највише поена         | Највише скокова    | Највише асистенција |
| ------ | --------------------- | ------ | -------------- | -------------- | -------- | ------------------ | --------------------- | ------------------ | ------------------- |
| 3.11.  | Београд (Хала Пионир) | 3 000  | Јадранска лига | Солнок Олај    | 103:74   | Савовић (25)       | Браун (17)            | Савовић (13)       | Радивојевић (4)     |
| 7.11.  | Београд (Хала Пионир) | 7 500  | Еврокуп        | Орлеан Лоаре   | 93:73    | Савовић, Скот (26) | Скот (22)             | Савовић (9)        | Катић (6)           |
| 11.11. | Београд (Хала Пионир) | 5 000  | Јадранска лига | Партизан mt:s  | 92:78    | Нелсон (24)        | Нелсон (20)           | Савовић (10)       | Радивојевић (6)     |
| 14.11. | Севиља                | 2 500  | Еврокуп        | Кахасол Севиља | 95:93    | Ракочевић (21)     | Ракочевић (25)        | Суботић (8)        | Нелсон (5)          |
| 18.11. | Београд (Хала Пионир) | 6 500  | Јадранска лига | Крка           | 79:61    | Браун (23)         | Браун, Ракочевић (15) | Браун (12)         | 5 играча (2)        |
| 21.11. | Београд (Хала Пионир) | 7 000  | Еврокуп        | Динамо Сасари  | 116:104  | Ракочевић (34)     | Ракочевић (28)        | Браун, Суботић (7) | Ракочевић (7)       |
| 24.11. | Загреб                | 3 000  | Јадранска лига | Цибона         | 71:63    | Савовић (18)       | Ракочевић (13)        | Савовић (14)       | Радивојевић (7)     |
| 28.11. | Сасари                | 3 700  | Еврокуп        | Динамо Сасари  | 97:94    | Нелсон (24)        | Нелсон (20)           | Браун (8)          | Нелсон (3)          |

### Децембар
| Датум  | Место                 | Посета | Такмичење      | Противник           | Резултат | МВП            | Највише поена           | Највише скокова          | Највише асистенција |
| ------ | --------------------- | ------ | -------------- | ------------------- | -------- | -------------- | ----------------------- | ------------------------ | ------------------- |
| 2.12.  | Београд (Хала Пионир) | 6 200  | Јадранска лига | Широки WWin         | 69:57    | Савовић (17)   | Браун (12)              | Савовић, Скот (6)        | Нелсон (5)          |
| 5.12.  | Орлеан                | 3 500  | Еврокуп        | Орлеан Лоаре        | 85:75    | Суботић (25)   | Суботић (24)            | Скот (9)                 | Нелсон (5)          |
| 8.12.  | Подгорица             | 3 900  | Јадранска лига | Будућност ВОЛИ      | 63:72    | Савовић (20)   | Ракочевић (18)          | Савовић (10)             | Ракочевић (4)       |
| 12.12. | Београд (Хала Пионир) | 5 500  | Еврокуп        | Кахасол Севиља      | 70:76    | Катић (18)     | Катић (12)              | Савовић (8)              | Катић (5)           |
| 15.12. | Београд (Хала Пионир) | 4 000  | Јадранска лига | Раднички Крагујевац | 87:73    | Ракочевић (24) | Ракочевић (20)          | Савовић (12)             | Ракочевић (6)       |
| 18.12. | Београд (Хала Пионир) | 3 500  | Јадранска лига | Сплит               | 94:67    | Савовић (18)   | Ракочевић, Савовић (13) | Радивојевић, Савовић (6) | Скот (6)            |
| 22.12. | Београд (Хала Пионир) | 7 000  | Јадранска лига | Задар               | 88:79    | Ракочевић (24) | Ракочевић (22)          | Скот (9)                 | Нелсон (6)          |

### Јануар
| Датум | Место                 | Посета | Такмичење      | Противник                | Резултат | МВП              | Највише поена  | Највише скокова                 | Највише асистенција        |
| ----- | --------------------- | ------ | -------------- | ------------------------ | -------- | ---------------- | -------------- | ------------------------------- | -------------------------- |
| 5.1.  | Љубљана               | 5 700  | Јадранска лига | Унион Олимпија           | 70:56    | Савовић (24)     | Ракочевић (23) | Савовић (13)                    | Радивојевић (4)            |
| 9.1.  | Улм                   | 6 000  | Еврокуп        | Ратиофарм Улм            | 100:95   | Ракочевић (29)   | Ракочевић (32) | Браун (10)                      | Радивојевић (7)            |
| 13.1. | Београд (Хала Пионир) | 7 000  | Јадранска лига | Цедевита                 | 90:65    | Радивојевић (23) | Савовић (14)   | Браун, Радивојевић, Савовић (6) | Радивојевић (8)            |
| 16.1. | Београд (Хала Пионир) | 8 000  | Еврокуп        | Галатасарај Медикал парк | 74:91    | Ракочевић (17)   | Ракочевић (16) | Савовић (9)                     | Радивојевић, Ракочевић (3) |
| 19.1. | Лакташи               | 3 500  | Јадранска лига | Игокеа                   | 77:80    | Нелсон (21)      | Савовић (16)   | Савовић (11)                    | Ракочевић (5)              |
| 23.1. | Казањ                 | 2 700  | Еврокуп        | УНИКС Казањ              | 59:78    | Браун (17)       | Браун (13)     | Катић, Нелсон, Скот (5)         | Нелсон (3)                 |
| 27.1. | Београд (Хала Пионир) | 3 159  | Јадранска лига | МЗТ Скопље Аеродром      | 87:72    | Ракочевић (24)   | Ракочевић (25) | Савовић (7)                     | Ракочевић, Цветковић (5)   |
| 30.1. | Београд (Хала Пионир) | 7 000  | Еврокуп        | УНИКС Казањ              | 81:73    | Ракочевић (23)   | Ракочевић (21) | Савовић (8)                     | Нелсон, Ракочевић (3)      |

### Фебруар
| Датум    | Место                 | Посета | Такмичење           | Противник                | Резултат | МВП            | Највише поена        | Највише скокова            | Највише асистенција     |
| -------- | --------------------- | ------ | ------------------- | ------------------------ | -------- | -------------- | -------------------- | -------------------------- | ----------------------- |
| 2.2.     | Солнок                | 1 480  | Јадранска лига      | Солнок Олај              | 96:83    | Ракочевић (27) | Ракочевић (22)       | Самарџиски, Савовић (5)    | Нелсон, Радивојевић (7) |
| 8.2.     | Крагујевац            | 2 000  | Куп Радивоја Кораћа | Војводина Србијагас      | 97:72    | ?              | Нелсон (19)          | Савовић (10)               | Радивојевић (6)         |
| 9.2.     | Крагујевац            | 4 000  | Куп Радивоја Кораћа | Раднички Крагујевац      | 90:64    | ?              | Ракочевић (21)       | Савовић, Скот (7)          | Радивојевић (8)         |
| 10/11.2. | Крагујевац            | 4 000  | Куп Радивоја Кораћа | Партизан mt:s            | 78:69    | ?              | Ракочевић, Скот (20) | Савовић (10)               | Катић, Ракочевић (4)    |
| 13.2.    | Београд (Хала Пионир) | 7 000  | Еврокуп             | Ратиофарм Улм            | 78:92    | Ракочевић (24) | Ракочевић (24)       | Радивојевић (7)            | Радивојевић (4)         |
| 17.2.    | Београд (Хала Пионир) | 5 500  | Јадранска лига      | Партизан mt:s            | 84:76    | Катић (25)     | Катић (20)           | Савовић (8)                | Ракочевић (6)           |
| 19.2.    | Истанбул              | 1 100  | Еврокуп             | Галатасарај Медикал парк | 84:85    | Савовић (27)   | Савовић (20)         | Савовић (13)               | Радивојевић (8)         |
| 24.2.    | Ново Место            | 1 200  | Јадранска лига      | Крка                     | 57:52    | Ракочевић (17) | Ракочевић (14)       | Радивојевић, Ракочевић (6) | Нелсон (4)              |

### Март
| Датум | Место                 | Посета | Такмичење        | Противник           | Резултат | МВП            | Највише поена  | Највише скокова | Највише асистенција |
| ----- | --------------------- | ------ | ---------------- | ------------------- | -------- | -------------- | -------------- | --------------- | ------------------- |
| 2.3.  | Београд (Хала Пионир) | 4 000  | Јадранска лига   | Цибона              | 97:95    | Ракочевић (28) | Ракочевић (21) | Савовић (7)     | Ракочевић (9)       |
| 11.3. | Широки Бријег         | 4 000  | Јадранска лига   | Широки WWin         | 74:78    | Савовић (18)   | Ракочевић (15) | Савовић (8)     | Ракочевић (5)       |
| 16.3. | Београд (Хала Пионир) | 6 000  | Јадранска лига   | Будућност ВОЛИ      | 79:63    | Скот (24)      | Ракочевић (16) | Савовић (12)    | Ракочевић (4)       |
| 23.3. | Крагујевац            | 3 000  | Јадранска лига   | Раднички Крагујевац | 75:80    | Савовић (23)   | Симоновић (20) | Савовић (7)     | Нелсон (9)          |
| 30.3. | Ужице                 | ?      | Суперлига Србије | Слобода Ужице       | 97:66    | Савовић (23)   | Ракочевић (20) | Савовић (8)     | Радивојевић (4)     |

### Април
| Датум | Место                 | Посета | Такмичење        | Противник           | Резултат | МВП            | Највише поена  | Највише скокова | Највише асистенција           |
| ----- | --------------------- | ------ | ---------------- | ------------------- | -------- | -------------- | -------------- | --------------- | ----------------------------- |
| 3.4.  | Београд (Хала Пионир) | ?      | Суперлига Србије | Партизан mt:s       | 67:77    | Савовић (20)   | Катић (14)     | Савовић (8)     | Катић, Ракочевић, Савовић (3) |
| 7.4.  | Ниш                   | ?      | Суперлига Србије | Константин          | 96:71    | Савовић (26)   | Ракочевић (21) | Савовић (6)     | Радивојевић (7)               |
| 11.4. | Београд (Хала Пионир) | ?      | Суперлига Србије | Раднички Крагујевац | 82:81    | Симоновић (21) | Симоновић (22) | Савовић (12)    | Катић, Ракочевић (5)          |
| 14.4. | Крушевац              | ?      | Суперлига Србије | Мега Визура         | 76:83    | Ракочевић (27) | Ракочевић (24) | Савовић (9)     | Ракочевић (7)                 |
| 17.4. | Ваљево                | ?      | Суперлига Србије | Металац             | 77:82    | Савовић (16)   | Ракочевић (20) | Скот (9)        | Ракочевић (6)                 |
| 25.4. | Лакташи               | 3 000  | Јадранска лига   | Раднички Крагујевац | 79:78    | Катић (22)     | Катић (22)     | Савовић (11)    | Нелсон (6)                    |
| 27.4. | Лакташи               | 3 000  | Јадранска лига   | Партизан mt:s       | 63:71    | Катић (30)     | Катић (19)     | Катић (12)      | Нелсон, Ракочевић (3)         |

### Мај
| Датум | Место                 | Посета | Такмичење                  | Противник           | Резултат | МВП            | Највише поена      | Највише скокова                      | Највише асистенција   |
| ----- | --------------------- | ------ | -------------------------- | ------------------- | -------- | -------------- | ------------------ | ------------------------------------ | --------------------- |
| 1.5.  | Београд (Хала Пионир) | ?      | Суперлига Србије           | Војводина Србијагас | 86:85    | Ракочевић (39) | Ракочевић (33)     | Суботић (8)                          | Катић (4)             |
| 4.5.  | Београд (Хала Пионир) | ?      | Суперлига Србије           | Слобода Ужице       | 85:51    | Нелсон (22)    | Суботић (17)       | Милан Миловановић (9)                | Нелсон, Цветковић (6) |
| 8.5.  | Београд (Хала Пионир) | ?      | Суперлига Србије           | Партизан mt:s       | 76:69    | Ракочевић (25) | Ракочевић (27)     | Катић, Нелсон, Скот (5)              | Радивојевић (4)       |
| 12.5. | Београд (Хала Пионир) | 4000   | Суперлига Србије           | Константин          | 83:70    | Ракочевић (27) | Ракочевић (25)     | Савовић (8)                          | Ракочевић (5)         |
| 15.5. | Крагујевац            | ?      | Суперлига Србије           | Раднички Крагујевац | 72:66    | Нелсон (27)    | Нелсон (20)        | Катић, Ракочевић (6)                 | Ракочевић (4)         |
| 19.5. | Београд (Хала Пионир) | 3500   | Суперлига Србије           | Мега Визура         | 84:78    | Нелсон (23)    | Ракочевић (19)     | Нелсон (8)                           | Нелсон (12)           |
| 22.5. | Београд (Хала Пионир) | ?      | Суперлига Србије           | Металац             | 88:75    | Ракочевић (18) | Ракочевић (19)     | Катић (9)                            | Радивојевић (8)       |
| 25.5. | Нови Сад              | ?      | Суперлига Србије           | Војводина Србијагас | 74:61    | Нелсон (25)    | Катић, Нелсон (17) | Савовић (8)                          | Нелсон (4)            |
| 29.5. | Београд (Хала Пионир) | 7 000  | Суперлига Србије (Плеј-оф) | Мега Визура         | 78:61    | Савовић (33)   | Симоновић (18)     | Савовић (18)                         | Нелсон (9)            |
| 31.5. | Крушевац              | 2 500  | Суперлига Србије (Плеј-оф) | Мега Визура         | 71:73    | Симоновић (22) | Симоновић (20)     | Катић, Лазић, Савовић, Симоновић (6) | Нелсон (3)            |

### Јун
| Датум | Место                 | Посета | Такмичење                  | Противник     | Резултат | МВП         | Највише поена         | Највише скокова   | Највише асистенција    |
| ----- | --------------------- | ------ | -------------------------- | ------------- | -------- | ----------- | --------------------- | ----------------- | ---------------------- |
| 2.6.  | Београд (Хала Пионир) | 7 000  | Суперлига Србије (Плеј-оф) | Мега Визура   | 77:68    | Нелсон (34) | Нелсон (20)           | Савовић (10)      | Нелсон (6)             |
| 5.6.  | Београд (Хала Пионир) | 5 500  | Суперлига Србије (Плеј-оф) | Партизан mt:s | 54:82    | ?           | Катић (19)            | Катић, Нелсон (5) | Лазић (2)              |
| 7.6.  | Београд (Хала Пионир) | 5 500  | Суперлига Србије (Плеј-оф) | Партизан mt:s | 69:71    | ?           | Катић, Симоновић (17) | Савовић (10)      | Нелсон (8)             |
| 10.6. | Београд (Хала Пионир) | 6 000  | Суперлига Србије (Плеј-оф) | Партизан mt:s | 81:74    | ?           | Ракочевић (18)        | Скот (9)          | Катић, Радивојевић (3) |
| 12.6. | Београд (Хала Пионир) | 6 500  | Суперлига Србије (Плеј-оф) | Партизан mt:s | 52:68    | ?           | Нелсон (12)           | Скот (5)          | Радивојевић (4)        |

## Појединачне награде
- Најбољи стрелац финала Купа Радивоја Кораћа:
  -  Мајкл Скот
- Најкориснији играч финала Купа Радивоја Кораћа:
  -  Демаркус Нелсон

## Појединачне статистике

### Еврокуп
| #  | Играч                | Утак. | Мин.    | Поени | За 2 поена | За 3 поена | Сл. бацања | Ск. у нап. | Ск. у одб. | Асис. | Укр. | Изг. | Блок. | Блок. прим. | Нач. ЛГ | Изн. ЛГ | Инд. |
| -- | -------------------- | ----- | ------- | ----- | ---------- | ---------- | ---------- | ---------- | ---------- | ----- | ---- | ---- | ----- | ----------- | ------- | ------- | ---- |
| 5  | Александар Цветковић | 12    | 85:36   | 20    | 4 / 18     | 3 / 8      | 3 / 8      | 6          | 3          | 6     | 6    | 4    | 0     | 2           | 24      | 9       | -4   |
| 6  | Елтон Браун          | 10    | 173:04  | 103   | 38 / 55    | 0 / 0      | 27 / 37    | 22         | 26         | 12    | 1    | 11   | 1     | 1           | 18      | 29      | 137  |
| 7  | Бојан Суботић        | 12    | 180:33  | 69    | 17 / 29    | 8 / 24     | 11 / 12    | 9          | 32         | 4     | 4    | 4    | 0     | 3           | 25      | 14      | 71   |
| 8  | Игор Ракочевић       | 11    | 305:35  | 215   | 55 / 96    | 21 / 40    | 42 / 52    | 3          | 27         | 31    | 6    | 30   | 0     | 5           | 20      | 47      | 204  |
| 9  | Лука Митровић        | 5     | 20:27   | 8     | 2 / 3      | 0 / 0      | 4 / 6      | 0          | 1          | 1     | 0    | 3    | 1     | 0           | 1       | 3       | 7    |
| 10 | Бранко Лазић         | 12    | 161:31  | 46    | 10 / 16    | 4 / 10     | 14 / 18    | 1          | 12         | 3     | 4    | 7    | 0     | 0           | 28      | 16      | 31   |
| 12 | Марко Симоновић      | 12    | 130:49  | 29    | 5 / 11     | 3 / 17     | 10 / 13    | 4          | 10         | 6     | 2    | 5    | 0     | 1           | 11      | 9       | 20   |
| 13 | Милан Миловановић    | 1     | 2:36    | 3     | 1 / 1      | 0 / 0      | 1 / 1      | 0          | 0          | 0     | 0    | 0    | 0     | 0           | 3       | 2       | 2    |
| 14 | Борис Савовић        | 12    | 313:15  | 127   | 27 / 55    | 16 / 47    | 25 / 35    | 20         | 59         | 17    | 5    | 18   | 5     | 3           | 23      | 26      | 146  |
| 15 | Рашко Катић          | 11    | 222:55  | 122   | 49 / 91    | 0 / 0      | 24 / 30    | 15         | 26         | 21    | 3    | 21   | 2     | 4           | 31      | 41      | 126  |
| 17 | Предраг Самарџиски   | 3     | 44:42   | 12    | 4 / 15     | 0 / 0      | 4 / 4      | 6          | 7          | 2     | 1    | 3    | 1     | 2           | 7       | 3       | 9    |
| 18 | Вук Радивојевић      | 12    | 210:12  | 74    | 12 / 28    | 14 / 32    | 8 / 12     | 8          | 18         | 34    | 5    | 16   | 1     | 1           | 33      | 15      | 67   |
| 20 | Демаркус Нелсон      | 11    | 316:51  | 101   | 33 / 65    | 5 / 15     | 20 / 27    | 11         | 37         | 45    | 14   | 27   | 1     | 7           | 29      | 28      | 125  |
| 21 | Мајкл Скот           | 11    | 256:54  | 103   | 32 / 60    | 8 / 16     | 15 / 20    | 12         | 26         | 5     | 6    | 11   | 6     | 5           | 22      | 15      | 94   |
|    | Укупно               |       | 2425:00 | 1032  | 289 / 543  | 82 / 209   | 208 / 275  | 136        | 301        | 187   | 57   | 163  | 18    | 34          | 276     | 257     | 1067 |

### Јадранска лига
| #  | Играч                | Утак. | Мин. | Поени | За 2 поена | За 3 поена | Сл. бацања | Ск. у нап. | Ск. у одб. | Асис. | Укр. | Изг. | Блок. | Блок. прим. | Нач. ЛГ | Изн. ЛГ | Инд. |
| -- | -------------------- | ----- | ---- | ----- | ---------- | ---------- | ---------- | ---------- | ---------- | ----- | ---- | ---- | ----- | ----------- | ------- | ------- | ---- |
| 4  | Филип Човић          | 3     | 36   | 12    | 3 / 4      | 1 / 4      | 3 / 6      | 0          | 0          | 4     | 1    | 0    | 0     | 0           | 7       | 5       | 8    |
| 5  | Александар Цветковић | 24    | 210  | 71    | 18 / 33    | 5 / 13     | 20 / 29    | 8          | 19         | 23    | 13   | 16   | 1     | 2           | 51      | 36      | 70   |
| 6  | Елтон Браун          | 23    | 348  | 184   | 72 / 119   | 0 / 0      | 40 / 73    | 33         | 63         | 17    | 6    | 35   | 4     | 11          | 51      | 54      | 184  |
| 7  | Бојан Суботић        | 26    | 282  | 98    | 32 / 67    | 7 / 29     | 13 / 20    | 23         | 36         | 5     | 15   | 9    | 2     | 4           | 51      | 27      | 78   |
| 8  | Игор Ракочевић       | 27    | 725  | 417   | 104 / 203  | 32 / 96    | 113 / 132  | 7          | 58         | 85    | 31   | 65   | 0     | 8           | 56      | 108     | 395  |
| 9  | Лука Митровић        | 14    | 72   | 19    | 7 / 19     | 0 / 0      | 5 / 10     | 7          | 10         | 2     | 1    | 2    | 0     | 1           | 10      | 10      | 19   |
| 10 | Бранко Лазић         | 24    | 314  | 91    | 15 / 30    | 15 / 34    | 16 / 20    | 11         | 26         | 11    | 19   | 14   | 0     | 0           | 66      | 26      | 66   |
| 12 | Марко Симоновић      | 28    | 473  | 157   | 24 / 54    | 31 / 95    | 16 / 27    | 17         | 53         | 9     | 12   | 22   | 3     | 4           | 41      | 27      | 106  |
| 13 | Милан Миловановић    | 2     | 18   | 10    | 4 / 4      | 0 / 0      | 2 / 4      | 1          | 1          | 0     | 0    | 1    | 0     | 0           | 3       | 5       | 11   |
| 14 | Борис Савовић        | 28    | 771  | 345   | 87 / 147   | 28 / 84    | 87 / 120   | 63         | 169        | 29    | 14   | 51   | 6     | 5           | 52      | 107     | 476  |
| 15 | Рашко Катић          | 28    | 570  | 280   | 111 / 212  | 0 / 0      | 58 / 107   | 43         | 52         | 39    | 13   | 47   | 8     | 7           | 100     | 125     | 256  |
| 16 | Иван Смиљанић        | 2     | 2    | 0     | 0 / 0      | 0 / 0      | 0 / 0      | 0          | 0          | 0     | 0    | 0    | 0     | 0           | 0       | 0       | 0    |
| 17 | Предраг Самарџиски   | 8     | 91   | 33    | 12 / 25    | 0 / 0      | 9 / 17     | 12         | 8          | 7     | 1    | 6    | 6     | 0           | 19      | 10      | 31   |
| 18 | Вук Радивојевић      | 27    | 446  | 132   | 22 / 43    | 19 / 56    | 31 / 41    | 12         | 50         | 70    | 20   | 33   | 5     | 0           | 54      | 49      | 183  |
| 20 | Морис Алмонд         | 5     | 90   | 30    | 6 / 16     | 5 / 13     | 3 / 5      | 3          | 15         | 1     | 1    | 3    | 4     | 1           | 7       | 9       | 32   |
| 20 | Демаркус Нелсон      | 28    | 737  | 240   | 73 / 137   | 12 / 44    | 58 / 91    | 23         | 80         | 101   | 27   | 48   | 9     | 5           | 77      | 106     | 327  |
| 21 | Мајкл Скот           | 20    | 415  | 120   | 37 / 72    | 10 / 31    | 16 / 31    | 28         | 55         | 24    | 15   | 25   | 6     | 2           | 35      | 27      | 142  |
|    | Укупно               |       |      | 2239  | 627 / 1185 | 165 / 499  | 490 / 733  | 291        | 695        | 427   | 189  | 377  | 54    | 50          | 680     | 731     | 2384 |

## Галерија
- Сезнска карта
- Игор Ракочевић
- Марко Симоновић
- Елтон Браун
- Морис Алмонд
- Борис Савовић